# Latastia doriai
Latastia doriai (довгохвоста ящірка Доріо) — вид ящірок родини ящіркових (Lacertidae). Мешкає в Північно-Східній Африці. Вид названий на честь іспанського зоолога Джакомо Доріа.

## Підвиди
Виділяють три підвиди:
- Latastia doriai doriai Bedriaga, 1884;
- Latastia doriai martensi Bedriaga, 1884;
- Latastia doriai scorteccii Arillo, Balletto & Spanò, 1967.

## Поширення і екологія
Довгохвості ящірки Доріо мешкають в Еритреї, Джибуті і північно-західному Сомалі, а також в сусідніх районах Ефіопії. Вони живуть в напівпустелях, сухих акацієвих саванах і чагарникових заростях, на висоті до 1800 м над рівнем моря.